# 仁心与冠冕
《仁心与冠冕》（英語：Kind Hearts and Coronets）是一部1949年的英国电影，罗伯特·哈默执导。约翰·戴顿与哈默编剧，是根据罗伊·霍尼曼（Roy Horniman）1907年的小说《伊斯雷尔·兰克：一个罪犯的自传》（Israel Rank: The Autobiography of a Criminal）改编而成。影片的标题来自丁尼生的诗《克拉拉·费拉·德·费拉夫人》（1842）：“仁心贵于冠冕，信仰胜于血统”。
片中丹尼斯·普莱斯饰演路易斯·马齐尼，亚历克·吉尼斯饰演阿斯科尼家族中的八位成员，包括一个20余岁的年轻人、一个孱弱的八旬老人、一个妇女参政运动的活动家。琼·格林伍德和瓦莱丽·霍布森扮演路易斯的两个爱人。
该片被认为是伊灵电影制片厂(Ealing Studios)最佳影片之一，被选入时代杂志和BFI的英国影片百强。

## 剧情
爱德华时代的英格兰，路易斯·马齐尼的母亲由于和一个意大利歌唱家结婚，被自己的贵族家族除名。路易斯产生了报复之心，希望继承阿斯科尼公爵的爵位，不过挡在他前面的有12个亲属。母亲因车祸死后，路易斯愈加热心于自己与生俱来的权利。他陷于穷困，被迫干低贱的职业，童年女友西贝拉也因看不起他而与莱昂纳尔结婚。
他找机会接近小阿斯科尼·阿斯科尼，趁他与女友乘船寻欢时使他们溺水而死，之后成为老阿斯科尼·阿斯科尼的银行的助手（后成为合伙人）。之后又接近爱好照相的小亨利·阿斯科尼，将暗房的煤油换成石蜡，引发火灾烧死了亨利，之后又向亨利的妻子伊迪丝大献殷勤。接着又找到亨利·阿斯科尼主教，在酒里下毒将其毒死，别人却以为主教酗酒过度。参加女权运动的阿加莎·阿斯科尼一次乘热气球庆祝，路易斯射出一支箭让她摔死。海军军官霍雷肖·阿斯科尼驾驶的军舰与敌舰相撞，两船均沉没，所有人获救，只有霍雷肖誓死与军舰共存亡。军官鲁弗斯·阿斯科尼炫耀自己在南非的战功，一次参加晚宴路易斯在他的鱼子酱里放了炸药，他被炸成碎片。最后他混入爱萨尔雷德·阿斯科尼，第八代夏尔冯特公爵的城堡，一次出外狩猎时将其诱至捕兽夹中，用猎枪将其结果。第九代夏尔冯特公爵、银行家老阿斯科尼·阿斯科尼很快病死，马齐尼成功继承了爵位并与伊迪丝结婚。
西贝拉婚后一至保持着与马齐尼的关系，后来莱昂纳尔因破产而自杀。看到他将与别人结婚，西贝拉妒火中烧诬称马齐尼杀害了莱昂纳尔。马齐尼被判绞刑，他很冷静，在狱中写出自己的自传。西贝拉来见他，说只要他杀了伊迪丝便会提供莱昂纳尔的遗书作证据，马齐尼答应了。最后马齐尼被释放，在监狱门口发现记载有自己罪行的自传还留在狱中......

## 角色
- 丹尼斯·普莱斯 - 路易斯·马齐尼（Louis Mazzini）以及父亲
- 亚历克·吉尼斯 - 八名被害的阿斯科尼家族成员
- 琼·格林伍德 - Sibella
- 瓦莱丽·霍布森 - Edith
- Audrey Fildes - 马齐尼的母亲

## 外连
- 互联网电影数据库（IMDb）上《Kind Hearts and Coronets》的资料（英文）
- AllMovie上《Kind Hearts and Coronets》的资料（英文）
- Criterion Collection essay by Philip Kemp （页面存档备份，存于）
- Kind Hearts and Coronets: 60th anniversary of a classic （页面存档备份，存于）
- Literature on Kind Hearts and Coronets （页面存档备份，存于）